# Vydrník
Vydrník és un poble i municipi d'Eslovàquia. Es troba a la regió de Prešov, al nord del país.

## Història
La primera referència escrita de la vila data del 1294.

## Demografia
| Godina             | 1994 | 2004    | 2014    | 2024    |
| ------------------ | ---- | ------- | ------- | ------- |
| Nombre de persones | 846  | 974     | 1162    | 1343    |
| Diferència         |      | +15,13% | +19,30% | +15,57% |

| Godina             | 2023 | 2024   |
| ------------------ | ---- | ------ |
| Nombre de persones | 1320 | 1343   |
| Diferència         |      | +1,74% |